# Gustav Bode
Gustav Bode (* Juni 1809 in Holzhausen (Bad Homburg vor der Höhe); † 12. Dezember 1887 in Niedergründau) war ein deutscher Gutsbesitzer und Abgeordneter des Kurhessischen Kommunallandtages.

## Leben
Gustav Bode wurde als Sohn des Steuerbeamten Johannes Bode und dessen Gemahlin Wilhelmine Friederike Fries geboren. Nach seiner Schulausbildung betätigte er sich in Niedergründau als Ökonom. Für die Gruppe der höchstbesteuerten Grundbesitzer zog er 1852 in die Zweite Kammer der  Kurhessischen Ständeversammlung ein und blieb hier bis 1854. In diesem Gremium war er auch von 1863 bis 1866 vertreten. Am 20. September 1868 wurde er nahezu einstimmig zum Abgeordneten des Kurhessischen Kommunallandtages des Regierungsbezirks Kassel gewählt. Er war in verschiedenen Ausschüssen tätig und blieb bis 1874 in diesen Ämtern.